# Shindo
La scala d'intensità sismica dell'Agenzia Meteorologica Giapponese è un sistema di misurazione usato in Giappone e a Taiwan per indicare l'intensità dei terremoti. Viene misurata in unità dette shindo (震度? intensità sismica, letteralmente "grado di scuotimento"). Diversamente dalla scala di magnitudo Richter (che misura la magnitudo complessiva di un terremoto, e rappresenta la grandezza del terremoto con un solo numero), la scala utilizzata dall'Agenzia Meteorologica Giapponese descrive l'intensità, cioè il grado di scuotimento in un punto determinato sulla superficie terrestre. Come risultato, la misurazione del terremoto varia da luogo a luogo, e una scossa rilevata può essere descritta come "shindo 4 a Tokyo, shindo 3 a Yokohama, shindo 2 a Shizuoka, shindo 1 a Nagoya".
La scala dell'Agenzia Meteorologica Giapponese funziona tramite una rete di 180 sismografi e 627 misuratori d'intensità sismica fornendo la notizia del terremoto in tempo reale ai media e divulgandola su internet.

## Storia
Il Giappone sperimenta approssimativamente 400 terremoti ogni giorno, sebbene la grande maggioranza siano, nella scala shindo, di grado "0" o anche meno, quindi rilevabili solo usando apparecchiature specialistiche.
L'Agenzia Meteorologica Giapponese all'inizio assegnò quattro gradi alla Shindo nel 1884, con i livelli: 微 (appena percettibile), 弱 (debole), 強 (forte) e 烈 (violento).
Nel 1898 questa scala fu mutata in sistema numerico, assegnando ai terremoti dei gradi che vanno da 0 a 7.
Nel 1908, ai gradi di questa scala furono aggiunte descrizioni, e ai terremoti furono assegnati livelli basati sugli effetti percepiti sulla gente. Questa scala fu largamente usata durante il periodo Meiji, e fu rivisitata durante il periodo Shōwa con descrizioni attente e minuziose.
Dopo il terremoto di Kobe del 1995 la scala fu modificata e i gradi 5 e 6 furono divisi rispettivamente in 5-inferiore (5弱 o 5-) e 5-superiore (5強 o 5+) e in 6-inferiore (6弱 o 6-) e 6-superiore (6強 o 6+).
In quest'ultima forma, la Shindo è in uso dal 1996 senza aver subito mutamenti.

## Spiegazioni dell'Agenzia Meteorologica Giapponese
La scala usata dall'Agenzia Meteorologica Giapponese va dal livello 0, cioè registrato solo da strumentazioni apposite, al livello 7, il più forte. La scala d'intensità Mercalli è talvolta usata insieme alla Shindo; ad ogni modo questo non è un metodo usuale praticato in Giappone. I terremoti riferiti in tempo reale sono calcolati automaticamente tramite le misurazioni dell'accelerazione del suolo. L'Agenzia Meteorologica Giapponese fornisce la relazione dei livelli del terremoto basati sull'accelerazione del suolo, misurati automaticamente tramite misuratori d'intensità sismica. Non c'è nessuna relazione semplice e lineare fra il Numero Shindo e l'accelerazione di picco al suolo, quindi i valori della tabella sottostante devono essere considerati solo orientativi.
| Numero Shindo / lettura contatore | Persone | Situationi dentro le abitazioni | Situationi fuori dalle abitazioni | Case in legno | Edifici in cemento armato | Linee di vitale importanza | Suolo e pendii | Peak ground acceleration |
| --------------------------------- | --- | --- | --- | --- | --- | --- | --- | ------------------------ |
| 0 (0) / 0-0.4                     | Impercettibile dalla popolazione.                                                                                                  | | | | | | | Meno di 0.008 m/s²       |
| 1 (1) / 0.5-1.4                   | Avvertito solo da alcune persone dentro gli edifici.                                                                               | | | | | | | 0.008–0.025 m/s²         |
| 2 (2) / 1.5-2.4                   | Avvertito dalla maggioranza della gente dentro gli edifici. Alcune persone sono svegliate.                                         | Oggetti appesi come le lampade dondolano leggermente. | | | | | | 0.025–0.08 m/s²          |
| 3 (3) / 2.5-3.4                   | Avvertito dalla maggior parte della gente dentro gli edifici. Alcune persone sono spaventate.                                      | Piatti e credenze occasionalmente tintinnano e vibrano. | I fili elettrici vacillano leggermente. | | | | | 0.08–0.25 m/s²           |
| 4 (4) / 3.5-4.4                   | Molta gente è spaventata. Alcune persone cercano di scappare dal pericolo. La maggior parte della gente che dorme viene svegliata. | Gli oggetti appesi dondolano considerevolmente e piatti e credenze rumoreggiano. Le decorazioni instabili occasionalmente possono cadere. | I fili elettrici dondolano considerevolmente. La gente che cammina per la strada e alcune persone dentro i veicoli in movimento notano il tremore.                                                                                | | | | | 0.25–0.80 m/s²           |
| 5- inferiore (5弱 o 5-) / 4.5-4.9 | La maggior parte della gente cerca di scampare al pericolo. Alcune persone hanno difficoltà a muoversi.                            | Gli oggetti appesi vacillano violentemente. La maggior parte degli ornamenti instabili cade giù. Occasionalmente, i piatti nella credenza e i libri negli scaffali cadono e gli arredi si muovono. | La gente nota i pali della luce elettrica vacillare. Occasionalmente, i vetri delle finestre vengono rotti e cadono giù, blocchi di mura in cemento armato collassano, e le strade subiscono danni.                               | Occasionalmente, le case meno resistenti al sisma subiscono danni ai muri e ai pilastri.                                                             | Occasionalmente, si formano crepe nei muri degli edifici meno resistenti sismicamente. | Il dispositivo di sicurezza taglia la fornitura del gas a qualche casa. In rare occasioni le tubature dell'acqua sono danneggiate e il servizio che fornisce l'acqua viene interrotto. (La fornitura di energia elettrica viene interrotta in alcune case) | Occasionalmente, fratture appaiono sul terreno soffice e la caduta di massi con piccoli smottamenti dei pendii accadono nei distretti montani.                                | 0.80–1.40 m/s²           |
| 5+ superiore (5強 o 5+) / 5.0-5.4 | Molta gente è considerevolmente spaventata e ha difficoltà a muoversi.                                                             | La maggior parte dei piatti nelle credenze e dei libri negli scaffali cadono. Occasionalmente, un televisore posizionato in uno scaffale cade, gli arredi pesanti come i cassettoni cadono giù, le porte scorrevoli scivolano fuori dalle loro scanalature e la deformazione del telaio delle porte può rendere impossibile la loro apertura e chiusura. | In molti casi, blocchi di muro in cemento armato collassano e le lapidi si rovesciano. Molte automobili si bloccano perché diventa difficile guidare. Occasionalmente, i distributori automatici malamente installati cadono giù. | Occasionalmente, le case meno resistenti sismicamente subiscono gravi danni ai muri e ai pilastri e si inclinano.                                    | Occasionalmente, larghe fratture si formano nei muri, le travi trasversali e pilastri degli edifici meno resistenti e anche quelli molto resistenti al terremoto hanno fratture ai muri.  | Occasionalmente, le condutture principali di gas e/o d'acqua sono danneggiate.(Occasionalmente, il servizio del gas e/o dell'acqua sono interrotti in alcune zone)                                                                                         | Occasionalmente, fratture appaiono nel suolo soffice e caduta di massi e piccoli smottamenti possono accadere nei distretti montani.                                          | 1.40–2.50 m/s²           |
| 6- inferiore (6弱 o 6-) / 5.5-5.9 | Difficoltà di tenersi in piedi. | Molti arredi pesanti e non fissati si muovono e cadono. Diventa impossibile in molti casi aprire la porta. | In alcuni edifici, le piastrelle, i vetri delle finestre vengono danneggiati cadendo giù. | Occasionalmente, le case meno resistenti al sisma collassano e anche muri e pilastri delle case molto resistenti sono danneggiati.                   | Occasionalmente, muri e pilastri degli edifici meno resistenti al terremoto sono distrutti e anche quelli molto resistenti hanno ampie fratture nelle mura, travi trasversali e pilastri. | Le condutture principali del gas e/o dell'acqua sono danneggiate.(In alcune zone, il servizio di gas ed acqua vengono interrotti e occasionalmente anche il servizio dell'energia elettrica.)                                                              | Occasionalmente, fratture appaiono nel suolo, e avvengono frane. | 2.50–3.15 m/s²           |
| 6+ superiore (6強 o 6+) / 6.0-6.4 | Impossibile tenersi in piedi e muoversi senza strisciare.                                                                          | La maggior parte degli arredi pesanti e non fissati si muovono e cadono. Occasionalmente, le porte scorrevoli vengono buttate fuori dalle loro scanalature. | In molti edifici, piastrelle e vetri sono danneggiati e cadono. La maggior parte di blocchi murari in cemento armato collassano.                                                                                                  | Molte case meno resistenti al terremoto collassano. In alcuni casi, anche muri e pilastri delle ben più resistenti case sono seriamente danneggiate. | Occasionalmente, gli edifici meno resistenti al terremoto collassano. In alcuni casi, anche gli edifici molto resistenti subiscono danni ai muri e ai pilastri.                           | Occasionalmente, le condutture principali di gas e/o acqua sono danneggiate. (Il servizio elettrico viene interrotto in alcune zone. Occasionalmente, il servizio di gas e/o acqua sono interrotti su una vasta area.)                                     | Occasionalmente, fratture appaiono nel suolo, e avvengono frane. | 3.15–4.00 m/s²           |
| 7 (7) / 6.5 o superiore           | Buttati giù dalla scossa, è impossibile muoversi volontariamente.                                                                  | La maggior parte degli arredi si muovono in lungo e in largo e alcuni si rialzano. | Nella maggior parte degli edifici, piastrelle e vetri sono danneggiati e cadono. In alcuni casi, i muri in cemento armato collassano.                                                                                             | Occasionalmente, anche gli edifici molto resistenti al terremoto sono duramente danneggiati e si inclinano.                                          | Occasionalmente, anche gli edifici molto resistenti al terremoto sono duramente danneggiati e si inclinano.                                                                               | I servizi di energia elettrica, gas e acqua vengono interrotti su una vasta area. | Il suolo è deformato in modo considerevole da larghe fratture e fessurazioni, con smottamenti dei pendii e frane, che occasionalmente mutano le caratteristiche topografiche. | Più di 4 m/s²            |

## Shindo 7
Elenco dei terremoti con intensità 7:
| Terremoto                                 | Data             | Magnitudo | Area di Intensità 7                                                       |
| ----------------------------------------- | ---------------- | --------- | ------------------------------------------------------------------------- |
| Terremoto di Kobe del 1995                | 17 gennaio 1995  | 6.9 Mw    | Kōbe, Nishinomiya, Ashiya, Takarazuka, Tsuna, Hokudan, Ichinomiya (Hyōgo) |
| Terremoto di Chūetsu del 2004             | 23 ottobre 2004  | 6.6 Mw    | Kawaguchi (Niigata)                                                       |
| Terremoto e maremoto del Tōhoku del 2011  | 11 marzo 2011    | 9.0 Mw    | Kurihara (Miyagi)                                                         |
| Terremoto di Kumamoto del 2016            | 14 aprile 2016   | 6.2 Mw    | Mashiki (Kumamoto)                                                        |
| Terremoto di Kumamoto del 2016            | 16 aprile 2016   | 7.0 Mw    | Nishihara, Mashiki (Kumamoto)                                             |
| Terremoto di Hokkaidō del 2018            | 6 settembre 2018 | 6.6 Mw    | Atsuma (Hokkaido)                                                         |
| Terremoto della penisola di Noto del 2024 | 1º gennaio 2024  | 7.5 Mw    | Shika, Wajima (Ishikawa)                                                  |